# 龍川郡 (朝鮮民主主義人民共和國)
龍川郡（：／ Ryongchŏn gun */?）是朝鮮民主主義人民共和國平安北道的一個郡，位於鴨綠江口南側，與中華人民共和國遼寧省相望。南為西朝鮮灣。
2004年4月22日發生了火車爆炸事故，造成一百多人喪生。

## 區劃史
1413年設。1896年起屬平安北道。1952年鹽州郡分出。1988年薪島郡分出。

## 下轄區劃
下分一邑、二十九里。